# Beaufort County, North Carolina
Beaufort County är ett county i den amerikanska delstaten North Carolina med 47 759 invånare (2010). Beaufort County täcker 2,483 km². Den administrativa huvudorten (county seat) är Washington. 

## Geografi
Enligt United States Census Bureau har countyt en total area på 2 483 km². 2 144 km² av den arean är land och 339 km² är vatten. 

### Angränsande countyn
- Washington County - nordost
- Hyde County - öst
- Pamlico County - sydost
- Craven County - sydväst
- Pitt County - väst
- Martin County - nordväst

### Större samhällen
- Aurora
- Bath
- Belhaven
- Chocowinity
- Pantego
- River Road
- Washington
- Washington Park

## Utbildning
I Beaufort County finns följande high school-skolor.
- Beaufort County Ed Tech Center, Washington
- Northside High School, Pinetown
- Southside High School, Chocowinity
- Washington High School, Washington